# Österreichischer Bauherrenpreis
Der Österreichische Bauherrenpreis ist ein Architekturpreis der Zentralvereinigung der Architekten Österreichs an die Bauherrenschaft. Der Architekturpreis wird seit 1967 jährlich vergeben, ausgenommen die Jahre 1974, 1977, 1978, 1980 und 1983, 2020 (COVID-19-Pandemie) wo es keine Vergaben gegeben hat.

## Geschichte
Bis zum Jahr 1987 wurden 78 Projekte prämiert, welche 1988 in einer Ausstellung im Historischen Museum der Stadt Wien gezeigt wurden. Davon gingen 9 Auszeichnungen an temporäre Aktionen, Ausstellungen oder Bauwerke im Ausland. Ein Bauwerk war in der Zwischenzeit zum Zeitschnitt 1987 bereits abgebrochen. Die Verteilung der Preise in Österreich war: Burgenland 2, Niederösterreich 11, Oberösterreich 5, Salzburg 7, Steiermark 11, Tirol 9, Vorarlberg 7, und Wien 16. Die Rundreise von Objekt zu Objekt war fast 5000 km lang.